# Еколог (футбольний клуб)
«Еколог» (кирг. Эколог) — киргизський футбольний клуб, який представляє Бішкек.

## Історія
Футбольний клуб «Еколог» було засновано не пізніше 2000 року і місті Бішкек. У цьому сезоні команда дебютувала у національному кубку і дійшов до 1/16 фіналу, в якому поступився іншій столичній команді, Динамо-Манас-СКІФ з рахунком 0:1. У 2001 році «Еколог» дебютував у Вищій лізі чемпіонату Киргизстану та посів передостаннє 7-ме місце, в національному кубку в 1/16 фіналу команда поступилася Дордою з рахунком 1:3 та припинила боротьбу в турнірі. По завершенні сезону ФК «Еколог» (Бішкек) було розформовано через фінансові причини.

## Досягнення
- Топ-Ліга
  - 7-ме місце (1): 2001

- Кубок Киргизстану
  - 1/16 фіналу (2): 2000, 2001

## Відомі футболісти
- Назім Аджиєв
- Руслан Аджиєв
- Жиргалбек Ажигулов
- Євгеній Алексеєв
- Увасіп Аманбаєв
- Аскар Ахметов
- Улан Аязбеков
- Канирбек Бакирдінов
- Дмитро Баландін
- Олександр Бельдинов
- Валерій Булгаков
- Ігор Гавшин
- Нурлан Джантаєв
- Таалайбек Джуматаєв
- Руслан Заїтов
- Сергій Зацепин
- Аскарбек Ішенов
- Едуард Кривко
- Іслам Курманбаєв
- Улан Максутов
- Ерніст Мамбеталієв
- Віталій Мерзляков
- Намат Азатов
- Назір Саліхов
- Анвар Сулайманов
- Даїрбек Ташматов
- Ігор Ткаченко
- Мірбек Туманов
- Руслан Туратов
- Мірлан Турдалієв
- Мірлан Чакієв
- Артем Щербина
- Улан Есеналієв
- Медер Етабеков
- Олексій Ястребов